# Pamela Dutkiewicz
Pamela Dutkiewicz (née le 28 septembre 1991 à Cassel) est une athlète allemande, spécialiste du 100 mètres haies.

## Biographie
Pamela Dutkiewicz connaît sa 1re grande finale internationale en juillet 2016 à l'occasion des Championnats d'Europe d'Amsterdam mais chute lors de la course et ne la termine pas. Elle atteint les demi-finales des Jeux olympiques de Rio de Janeiro au mois d'août suivant.
En début de saison 2017, elle porte son record personnel du 60 m haies à 7 s 98, avant de rééditer à Karlsruhe en 7 s 95. Le 10 février, au meeting de l'ISTAF indoor Berlin, elle bat ce record dès les séries en 7 s 88, avant de réaliser ce même temps en finale, toutefois battue par sa compatriote Cindy Roleder.
La semaine suivante, lors des Championnats d'Allemagne, Dutkiewicz s'impose en 7 s 79, meilleure performance européenne de l'année, 2de performance au monde en 2017, record personnel ainsi qu'un record des Championnats. Par ailleurs, ce temps est le meilleur réalisé par une européenne depuis le record du monde de la Suédoise Susanna Kallur (7 s 68) en 2008. L'Allemande s'illustre donc comme la favorite pour les Championnats d'Europe en salle de Belgrade.
Lors de cet Euro, Dutkiewicz remporte finalement la médaille de bronze en 7 s 95, au terme d'une finale dramatique avec deux faux faux-départs et un « relevez-vous », battue par Cindy Roleder (7 s 88) et Alina Talay.
Le 21 mai 2017, l'Allemande ouvre sa saison estivale à Flieden et établit son record personnel en 12 s 84 malgré un vent de face très fort d'1,9 m/s. Elle l'améliore le 27 mai suivant avec 12 s 61 (+ 1,9 m/s). Le 15 juin, à Oslo, Dutkiewicz remporte son premier meeting de Ligue de diamant dans le temps de 12 s 73, devançant Kristi Castlin (12 s 75) et Isabelle Pedersen (12 s 75 également).
Le 12 août, Pamela Dutkiewicz remporte la médaille de bronze des championnats du monde de Londres en 12 s 72, derrière Sally Pearson (12 s 59) et Dawn Harper-Nelson (12 s 63). Elle devance pour deux centièmes la recordwoman Kendra Harrison, 4e. Elle succède au palmarès allemand à Cindy Roleder, médaillée d'argent en 2015.
Le 6 février 2018, à Düsseldorf, elle court en 7 s 83 (meilleur temps de sa saison) pour terminer 3e de la course derrière Christina Manning (7 s 77, WL & PB) et Sharika Nelvis (7 s 80, PB). Le 15 février, à Toruń, elle s'impose en 7 s 85 devant Isabelle Pedersen (7 s 94). Le 17, elle devient vice-championne d'Allemagne en 7 s 89, derrière Cindy Roleder (7 s 84).
Le 9 août 2018, aux championnats d'Europe de Berlin, Dutkiewicz remporte la médaille d'argent de la finale du 100 m haies en 12 s 72, derrière la Biélorusse Elvira Herman (12 s 67).
Le 1e février 2019, elle bat à Berlin la meilleure performance mondiale de l'année sur 60 m haies en 7 s 89.

## Palmarès
| Date | Compétition                        | Lieu                               | Résultat | Épreuve     | Temps   |
| ---- | ---------------------------------- | ---------------------------------- | -------- | ----------- | ------- |
| 2016 | Championnats d'Europe              | Amsterdam                          | finale   | 100 m haies | DNF     |
| 2016 | Jeux olympiques                    | Rio de Janeiro                     | sf       | 100 m haies | 12 s 92 |
| 2017 | Championnats d'Europe en salle     | Belgrade                           | 3e       | 60 m haies  | 7 s 95  |
| 2017 | Championnats d'Europe par équipes  | Lille                              | 1re      | 100 m haies | 12 s 75 |
| 2017 | Championnats du monde              | Londres                            | 3e       | 100 m haies | 12 s 72 |
| 2018 | Circuit mondial en salle de l'IAAF | Circuit mondial en salle de l'IAAF | 3e       | 60 m haies  | détails |
| 2018 | Championnats d'Europe              | Berlin                             | 2e       | 100 m haies | 12 s 72 |
| 2018 | Coupe continentale                 | Ostrava                            | 3e       | 100 m haies | 12 s 82 |

## Records
| Épreuve     | Épreuve   | Performance | Lieu     | Date            |
| ----------- | --------- | ----------- | -------- | --------------- |
| 100 m haies | Plein air | 12 s 61     | Weinheim | 27 mai 2017     |
| 60 m haies  | En salle  | 7 s 79      | Leipzig  | 18 février 2017 |

### Meilleures performances par année
| Année | Temps   | Date            | Lieu               | Rang Mondial |
| ----- | ------- | --------------- | ------------------ | ------------ |
| 2008  | 14 s 13 | 27 juillet 2008 | Recklinghausen     | -            |
| 2009  | 13 s 92 | 21 juin 2009    | Dortmund           | 476          |
| 2010  | 13 s 37 | 3 juillet 2010  | Mannheim           | 141          |
| 2011  | 13 s 50 | 8 juin 2011     | Cassel             | 211          |
| 2012  | 13 s 45 | 9 juin 2012     | Mannheim           | 217          |
| 2013  | 13 s 39 | 2 août 2013     | Weinheim           | 164          |
| 2014  | 12 s 95 | 26 juillet 2014 | Ulm                | 44           |
| 2015  | -       | -               | -                  | -            |
| 2016  | 12 s 85 | 5 juin 2016     | Ratisbonne         | 34           |
| 2017  | 12 s 61 | 27 mai 2017     | Weinheim           | 10           |
| 2018  | 12 s 67 | 9 juillet 2018  | Lucerne            | 11           |
| 2019  | 12 s 91 | 21 juin 2019    | Zeulenroda-Triebes | 48           |